# The Wailer 2
The Wailer 2 (en español "La Llorona 2") es una película de terror estrenada en el 2007. Se trata de la secuela de The Wailer una película basada en el espíritu legendario La Llorona. Estrenada en el año 2007, es protagonizada por Nadia Van de Ven y Dulce Alvarado, quienes fueron encargadas de interpretar al personaje principal. En términos cronológicos de continuidad esta película es la última de la saga de The Wailer, ya que The Wailer 3 es una precuela. The Wailer 2 se filmó en el municipio de Papalotla, "Pueblo con Encanto", en el Estado de México.

## Sinopsis
La historia sigue después de la desaparición de Julie, quien en realidad esta poseída por el espíritu de La Llorona. Su padre, Thomas, tiene un sueño donde Julie le pide ayuda, lo que hace que Thomas viaje a México a buscar respuestas sobre su hija y la llorona. Thomas y su nuevo compañero, Chava, se enfrentarán en una lucha entre el bien y el mal para recuperar a Julie. Pero Thomas muere asesinado por [[ |la llorona]] que se encuentra en el cuerpo de su hija, lo mismo ocurre con el padre Augusto pues esta lo asesina en plena iglesia. Chava cuenta con la ayuda de una señora para detener a La llorona, con quien finalmente arman un ritual invocando al espíritu maligno de la mujer en pena y de la chica poseída. Chava y la señora liberan a julie de La Llorona antes de que ella se apoderara de su cuerpo.